# Microdon flavipes
Microdon flavipes är en tvåvingeart som beskrevs av Enrico Adelelmo Brunetti 1908. Microdon flavipes ingår i släktet myrblomflugor, och familjen blomflugor.
Artens utbredningsområde är Myanmar. Inga underarter finns listade i Catalogue of Life.